# Осмонь (річка)
Осмо́нь — річка в Курській і Орловській областях Росії, права притока Свапи.

## Опис
Протяжність річки — 32 км, напрямок течії — з півночі на південь. Річка бере початок в селі Осмонь Дмитрівського району Орловської області. Далі протікає по територіях Желізногорського і Дмитрієвського районів Курської області. Впадає в Свапу на західній околиці урочища Колпинська дача, недалеко від села Моршнево.

## Походження назви
За однією з версій назва «Осмонов» походить від іранського слова  «Асман»  — камінь. Назва збереглася з часів, коли територію нинішньої Курської області населяли племена сарматів, мова яких ставився до іранської групи. За іншою версією назва «Осмонь» має фіно-угорське коріння і походить від слова  «Осмо»  — почесного прізвиська ведмедя і суфікса  «-нь» , що означає місцевість.

## Притоки
'Праві:'  Кам'яна Осмонька
 'Ліві:'  Смородинка